# Alive (Warbly Jets)
''Alive'' is een nummer van de Amerikaanse rockband Warbly Jets. Het nummer werd als single uitgebracht op 20 oktober 2016, en verscheen op het album Warbly Jets op 20 oktober 2017, onder het muzieklabel Rebel Union Recordings.

## Videoclip
De videoclip van Alive kwam op 30 november 2016 uit, en werd geregisseerd door Steven Johnson, geproduceerd door Factory Films, geëdit door Simon Myers, en de DP werd verzorgd door Matt Bass.

## Verschijningen
Het nummer kreeg meer aanzien door te verschijnen in het computerspel Spider-Man van Insomniac Games, waar je het nummer in de intro van het spel te horen krijgt. Het was ook te horen in een aflevering van de dramaserie van de The CW, The 100.